# Mitsuchi Chūzō

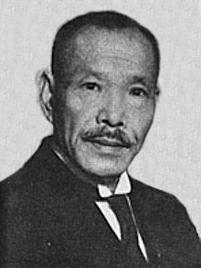
Mitsuchi Chūzō

Mitsuchi Chūzō (japanisch 三土 忠造; geboren 11. August 1871 in der Provinz Sanuki; gestorben 1. April 1948 in Tokio) war ein japanischer Politiker und Minister in verschiedenen Regierungen.

## Leben und Wirken
Mitsuchi Chūzō besuchte die „Präfekturbetriebenen Normalschule Kagawa“ (香川県立師範学校 Kanagawa kenritsu shihan gakkō), setzte seine Ausbildung an der Pädagogischen Hochschule (高等師範学校, Kōtō shihan gakkō) in Tokio fort, wo er 1897 seinen Abschluss machte. Er bildete sich dann an der Universität Cambridge weiter und kehrte 1906 nach Japan zurück.
Nach seiner Rückkehr wurde Mitsuchi Professor an seiner Alma Mater. Er verließ sie aber 1908, wurde Abgeordneter des Unterhauses des Reichstags für Kanagawa und schloss sich der politischen Vereinigung „Rikken Seiyūkai“ an. 1921 wurde er Chefkabinettssekretär des Kabinetts Takahashi, dann Finanz- und Kultusminister im Kabinett Tanaka.
Mitsuchi widersetzte sich der Politik von Inoue Junnosuke, Finanzminister im Kabinett Hamaguchi und im Kabinett Wakatsuki II, das Goldexportverbot aufzuheben. Es entwickelte sich eine historisch bedeutsame Debatte zu dem Thema. Er wirkte im Kabinett Inukai als Kommunikationsminister und wurde nach dem Zwischenfall am 15. Mai Eisenbahnminister im Kabinett Saitō. 1934 wurde Mitsuchi im Teijin-Zwischenfall wegen Meineids angeklagt, wurde aber nicht schuldig befunden. 1940 wurde er zum Berater des Sūmitsu-in ernannt.
Nach dem Zweiten Weltkrieg wurde Mitsuchi Innen- und Verkehrsminister im kurzlebigen Kabinett Shidehara und zum Mitglied des Herrenhauses ernannt.
Hirose Eitarōū (広瀬 英太郎) gab 1962 eine Biografie mit dem Titel „Mitsuchi Chūzō“ heraus.